# Guillemette de Beauvillé
Guillemette de Beauvillé, née le 4 avril 1900 à Cahaignes (Eure) et morte le 8 mai 1989 à Cannes, est une écrivaine française.

## Biographie
Guillemette de Grasse des Princes d'Antibes est la fille de Guillaume, marquis de Grasse des Princes d'Antibes, et de Lucie Lagrenée. Elle épouse le 6 octobre 1919, à Cannes, le colonel Charles-Marie-Léonce Cauvel de Beauvillé.
En 1937, elle soutient sa thèse à la faculté des lettres de l'Université de Caen sur Gasparo Gozzi, journaliste et écrivain italien,.
Elle est arbitre de la FFLT (Fédération française de lawn tennis).
Elle est décorée du Mérite sportif et est membre de la Société des écrivains sportifs.

## Œuvres
- Ariane (1981)
- Jules II, sauveur de la papauté, Tolra (1965) - Prix Broquette-Gonin 1966
- Sport et épanouissement féminin, Éditions Fleurus (1963)
- Alyette, championne cadette de tennis (Préface de Jean Borotra), Éditions Alsatia, 1957[5]
- Les noms de famille de France tirés de noms de métiers, de charges et de dignités, Ed. d'Artrey (1957) - Prix Véga et Lods de Wegmann 1958
- Vacances italiennes (1949)
- Gasparo Gozzi: journaliste vénitien du dix-huitième siècle, Lipschutz, 1937[3] - Prix Montyon 1938

### Traductions
- Giannalisa (1956)
- Pour une seule femme (la Sagra delle vergini) / Salvator Gotta, Éditions Alsatia, 1957
- Le Fils du Cervin ("il Figlio del Cervino") / Salvator Gotta, Illustrations de Michel Gourlier, Éditions Alsatia, coll. « Signe de Piste », 1958
- Les Aventures de Ventre-à-Terre (1960)
- Histoires de l'Ange gardien ("Storie dell'Angelo custode") / Laura Draghi, illustrations de Ugo Fontana, 1961
- Cent lires à l'aventure (Seguendo una lira) / Gianna Anguissola, illustrations de Marcel Arthaud, Éditions de l'amitié-G.T. Rageot, collection "Le Livre TV", no 1,  1963
- Le Difficile Chemin de Philippine Duchesne (il Difficile cammino di Filippina Duchesne) / Ornella Chiara Brocchi, Ed. Vitte, 1963
- Walt Disney. Pinocchio (1964)
- Walt Disney. Merlin l'enchanteur (1965)
- La Vie de César Borgia / Clemente Fusero, Éditions du Sud, 1966
- Igor Stravinski / Giampiero Tintori, Éditions du Sud, 1966
- Histoire des civilisations (1967)
- Le Secret des Étrusques (1968)
- Les Activités créatrices de l'enfant / A. Dal Prato, Ed. Dessain et Tolra, 1970
- Un dangereux pari / P. Lupi, illustrations de R. Blachon, Éditions de l'amitié, 1971
- Tissage, Ed. Dessain et Tolra, 1979